# Jan Wielopolski (zm. 1774)
Jan Wielopolski herbu Starykoń (zm. 12 marca 1774 roku) – wojewoda sandomierski w latach 1750–1764, cześnik koronny w latach 1742–1750, hrabia na Pieskowej Skale i Żywcu, starosta lanckoroński w 1732 roku, starosta zagwojski w 1748 roku.

## Życiorys
Syn Franciszka i Teresy Tarłówny.
Poseł księstwa zatorskiego na sejm 1726 roku. Jako deputat księstw oświęcimskiego i zatorskiego podpisał pacta conventa Stanisława Leszczyńskiego w 1733 roku. Poseł województwa krakowskiego na sejm 1744 roku. Był elektorem Stanisława Augusta Poniatowskiego z województwa sandomierskiego w 1764 roku, jako delegat od Rzeczypospolitej podpisał jego pacta conventa. Na sejmie koronacyjnym 1764 roku wyznaczony z Senatu do Asesorii Koronnej. 5 grudnia 1764 roku wybrany konsyliarzem konfederacji obojga narodów.
Odznaczony Orderem Orła Białego.
Żonaty z Marianną Jabłonowską, miał syna Jana Józefa oraz córki: Felicję, Elżbietę i Salomeę.